# Sotkamo
Sotkamo è un comune finlandese di 10354 abitanti, situato nella regione del Kainuu. A ovest della città è situato il villaggio di Vuokatti, nota stazione sciistica.
Nel 1997 vi si sono svolti i Campionati europei di triathlon.